# Scuola di Ingegneria Aerospaziale
La Scuola di Ingegneria Aerospaziale di Roma è un ente di formazione di livello universitario con rango di Facoltà istituito nel 1926 per rispondere alle esigenze di una formazione di stampo sistemistico e multidisciplinare necessaria nello sviluppo dell'ingegneria aerospaziale e aeronautica.
La Scuola di Ingegneria Aerospaziale ha svolto un importante ruolo pionieristico nello sviluppo dell'ingegneria e della tecnologia Aeronautica e Aerospaziale in Italia; tramite collaborazioni con l'Aeronautica Italiana e le industrie di settore per lo sviluppo della tecnologia aeronautica in Italia sia tramite il Progetto San Marco che ha portato alla nascita della tecnologica spaziale in Italia permettendo all'Italia di essere il terzo paese nella storia dopo USA e URSS a realizzare e lanciare un proprio satellite.

## Storia

Gaetano Arturo Crocco con il giornalista Cesare Falessi

La Scuola di Ingegneria Aerospaziale fu istituita nel 1926, agli albori dell'aeronautica, come Scuola di Ingegneria Aeronautica.
Con il Preside Gaetano Arturo Crocco ha seguito, in stretta collaborazione con il Centro Studi ed Esperienze di Guidonia, l'evoluzione della tecnologia Aeronautica Italiana dai primi palloni e dirigibili all'aeroplano.
Negli anni '60 la Scuola è stata rinominata Scuola di Ingegneria Aerospaziale ed è stata subito protagonista dell'era spaziale grazie al progetto San Marco di Luigi Broglio, pioniere e fondatore dello spazio in Italia.
Il Progetto San Marco, l'istituzione del Centro Ricerche Aerospaziali, la realizzazione del Poligono San Marco in Kenya sono alcuni degli incredibili risultati ottenuti in campo spaziale dalla Scuola sotto la guida del Professor Broglio. Con il Progetto San Marco, condotto da docenti della Scuola, l'Italia è diventata il terzo paese, dopo l'Unione Sovietica e gli Stati Uniti, a lanciare i propri satelliti scientifici, progettati e realizzati in patria, e il lancio di satelliti di altre nazioni. Il Centro Ricerche Aerospaziali (oggi Centro di Ricerca Progetto San Marco) ha dato l'avvio alle attività spaziali italiane ed ha creato impianti sperimentali e laboratori, che sono risultati fondamentali per la formazione professionale di docenti e studenti.
Anche dopo la fine del Progetto San Marco la base di Malindi in Kenya, oggi rinominata Centro spaziale Luigi Broglio, e tuttora attiva e collabora come stazione di terra e fornisce supporto a molte missioni internazionali come la prima missione umana cinese e i lanci di Ariane.
Recentemente la scuola ha iniziato ad espandere le sue attività verso il volo umano nello spazio collaborando con il cosmonauta italiano Roberto Vittori nell'ambito della missione Eneide della regione Lazio, progettando l'esperimento SPQR per il miglioramento delle foto effettuate da terra ad oggetti in orbita, realizzandone le strumentazioni e fornendo il necessario supporto a terra. Quest'ultimo è stato un esperimento molto importante, in quanto la possibilità di osservare da terra oggetti in orbita con la necessaria precisione potrebbe permettere di prevenire disastri come quello dello Shuttle Columbia.

## Attività
Attualmente la Scuola è ancora attiva nel campo spaziale con numerosi progetti, fra i più importanti ricordiamo:
- Sviluppo materiali compositi nanostrutturati
- Monitoraggio di Debris Spaziale
- Stazione di Telemetria SPIV
- Progetto Unisat
- Progetto Edusat
- Progetto Mosca

In particolare il progetto Unisat lanciato dall'attuale preside Filippo Graziani prevede il lancio in orbita di microsatelliti interamente progettati, costruiti e gestiti in orbita dagli studenti.
È questo un progetto pionieristico: la Scuola infatti è stata la prima Facoltà in Europa a lanciare un satellite realizzato dai propri studenti con Unisat 1 il 26 settembre 2000.
Il progetto procede con un discreto successo mantenendo una cadenza di lancio biennale con Unisat 2 lanciato il 20 dicembre 2002, Unisat 3 il 29 giugno 2004 e Unisat 4 il 26 luglio 2006.